# ディエゴ・マグノ
ディエゴ・マグノ（Diego Magno、1989年4月27日 - ）は、スーペル・ラグビー・アメリカス、ペニャロール・ラグビーに所属するラグビーユニオン選手。

## プロフィール
- ウルグアイ・モンテビデオ出身。
- ポジションはフランカー(FL)。
- 身長 187cm、体重 105kg
- U20ウルグアイ代表に選ばれたことがある[1]。
- ウルグアイ代表キャップは95（2022年6月現在）で代表最多。
- 2015W杯・2019W杯のウルグアイ代表に選ばれた[2]。

## 略歴
2019年、ヒューストン・セイバーキャッツに加入。
2022年、ペニャロールに加入。